# Liar (Silia Kapsis)
Liar è un singolo della cantante australiana Silia Kapsis, pubblicato il 29 febbraio 2024.

## Descrizione
Il brano è stato scritto e composto da Dīmītrīs Kontopoulos ed Elke Tiel. In alcune dichiarazioni rilasciate alla stampa prima della pubblicazione di Liar, Kapsis ha lasciato intendere che sarebbe stata una canzone dance pop. In seguito, ha anche affermato che il suo pezzo si rivolgeva alle persone che conducono vite "finte", criticandole per il fatto di promuovere il "body shaming e lo slut-shaming".

## Promozione
Nel maggio 2023, l'emittente radiotelevisiva CyBC aveva pianificato di organizzare una finale nazionale per selezionare il rappresentante cipriota all'Eurovision Song Contest 2024; tuttavia, lo spettacolo che sarebbe stato utilizzato, Fame Story, era uno show televisivo greco. A causa di ciò, la ERT, l'ente televisivo nazionale greco, ha minacciato di ritirarsi dall'UER se non fossero stati presi provvedimenti. Di conseguenza, la CyBC ha optato per una selezione interna.
Già dalla metà di agosto, il gruppo greco dell'OGAE ha iniziato a diffondere voci secondo cui Silia Kapsis sarebbe stata scelta per rappresentare l'isola. Il 25 settembre 2023, CyBC ha annunciato ufficialmente la selezione della cantante, confermando i favori del pronostico. Il 22 febbraio 2024, Kapsis ha pubblicato un estratto in anteprima per promuovere la sua canzone, Liar, la quale è stata poi rilasciata nella settimana successiva.

## Video musicale
Il video musicale, rilasciato insieme al brano il 29 febbraio 2024, è stato girato nella città cipriota di Limassol e diretto da Kōstas Karydas.

## Tracce
Testi di Dīmītrīs Kontopoulos ed Elke Tiel, musiche di Dīmītrīs Kontopoulos.
1. Liar – 2:59

## Classifiche
| Classifica (2024) | Posizione massima |
| ----------------- | ----------------- |
| Grecia            | 17                |
| Lituania          | 25                |